# سرویس امنیت مرکزی
سرویس امنیت مرکزی (انگلیسی: Central Security Service) یک آژانس پشتیبانی رزمی وزارت دفاع ایالات متحده آمریکا است، که در سال ۱۹۷۲ از ادغام آژانس امنیت ملی و سرویس اجزای رمزنگاری نیروهای مسلح ایالات متحده آمریکا تأسیس شد. این سازمان در زمینه شنود الکترونیک، رمزنگاری و تضمین اطلاعات در سطح تاکتیکی فعالیت می‌کند. در سال ۲۰۰۲ سرویس امنیت مرکزی تقریباً ۲۵ هزار عضو یونیفرم‌پوش داشت. سرویس امنیت مرکزی بخشی از جامعه اطلاعاتی ایالات متحده آمریکا است. ستاد مرکزی سرویس امنیت مرکزی در شهر فورت جورج جی. مید، مریلند قرار دارد.